# الشيخ يوسف (إدلب)
الشيخ يوسف قرية سورية تتبع ناحية أرمناز في منطقة حارم في محافظة إدلب. بلغ عدد سكانها 2831 نسمة في عام 2004 حسب إحصاء المكتب المركزي للإحصاء.